# Đội tuyển bóng đá bãi biển quốc gia Nam Phi
Đội tuyển bóng đá bãi biển quốc gia Nam Phi đại diện Nam Phi ở các giải thi đấu bóng đá bãi biển quốc tế và được điều hành bởi SAFA, cơ quan quản lý bóng đá ở Nam Phi.

## Đội hình hiện tại
Chính xác tính đến tháng 7 năm 2008
Ghi chú: Quốc kỳ chỉ đội tuyển quốc gia được xác định rõ trong điều lệ tư cách FIFA. Các cầu thủ có thể giữ hơn một quốc tịch ngoài FIFA.
| Số | VT | Quốc gia | Cầu thủ                 |
| -- | -- | -------- | ----------------------- |
| 1  | TM |          | Mbatha Siyabonga        |
| 2  | HV |          | Kinsey Raphael Lowell   |
| 3  | HV |          | Fani Nsuku Shange       |
| 4  | HV |          | Lucky Siyabonga         |
| 5  | HV |          | Darren Dicks            |
| 6  | TĐ |          | Nduduzo Steven Phakhati |

| Số | VT | Quốc gia | Cầu thủ                  |
| -- | -- | -------- | ------------------------ |
| 7  | TĐ |          | Siyabonga Peaceland      |
| 8  | TĐ |          | Bandile Quinton Tsepo    |
| 9  | TĐ |          | Lesley Thando            |
| 10 | TĐ |          | Frederick Philani Gumede |
| 11 | HV |          | Phiwokuhle Prince        |
| 12 | TM |          | Siyabonga Bright         |

Huấn luyện viên: Shezi Lindani

## Ban huấn luyện hiện tại
Đại biểu trưởng: Zola Dunywa

## Thành tích
- Thành tích tốt nhất tại Giải vô địch bóng đá bãi biển thế giới: Hạng 12
  - 1999, 2005
- Thành tích tốt nhất tại Giải vô địch bóng đá bãi biển châu Phi: Hạng tư
  - 2007